# Тръпко Бицевски
Тръпко Ристов Бицевски (на македонска литературна норма: Трпко Ристов Бицевски) e композитор и мелограф от Северна Македония.

## Биография
Роден е на 5 март 1938 година във воденското село Горно Пожарско. Брат е на Петре Бицевски. Семейството му емигрира по време на Гражданската война в Гърция в Социалистическа република Македония. Завършва основното си образование в светиниколското село Ерджелия, впоследствие учи в средно музикално училище в Скопие. През 1967 година завършва Факултета за музикално изкуство на Белградския университет. През 1983 става доктор от Музикалната академия в Скопие. След това за две години е учител по музикално възпитание в Свети Никола. От 1967 до 1986 е сътрудник и асистент в института за фолклор „Марко Цепенков“. Пак през 1967 за един мандат е директор на института. Написва нотите (мелографира) на над 15 000 македонски народни песни.